# Сражение под Малоярославцем
Сражение под Малоярославцем (фр. Bataille de Maloyaroslavets) — крупное сражение Отечественной войны 1812 года, произошедшее вскоре после отступления армии Наполеона из Москвы.
Состоялось 12 [24] октября 1812 года под Малоярославцем, в 121 километре на юго-запад от Москвы.

## Предыстория

### Общее положение
Начавшаяся после занятия Наполеоном Москвы партизанская война серьёзно осложнила положение французов и их союзников. После поражения французского авангарда маршала И. Мюрата под Тарутиным 19 октября партизанские отряды русской армии начали действовать более дерзко. В окрестностях Москвы действовали партизанские отряды гусар и казаков И. С. Дорохова, А. Н. Сеславина, Д. В. Давыдова, А. С. Фигнера. Один только отряд Дорохова, состоявший из пяти кавалерийских полков, сделал рейд по Можайской дороге и за неделю разгромил четыре полка французской кавалерии, захватил несколько обозов, взяв в плен около полутора тысяч человек. 11 октября Дорохов со своим отрядом освободил Верею, обороняемую батальоном Вестфальского полка. Верея была удобной базой для партизанских действий, как на Смоленской, так и на Калужской дороге. Но ещё более тяжёлым для французов было пассивное сопротивление русских крестьян, отказывавшихся поставлять за деньги или отдавать забираемые силой припасы французским и другим европейским войскам. В то время как у Кутузова количество артиллерии восстановилось, французские артиллеристы были вынуждены бросать пушки из-за падежа лошадей.
Выдержка о действиях капитана Фигнера:

В этом месте неприятель, в числе 300 человек, прикрывал большие заготовления провианта в зерне и три тысячи четвертей муки, смолотой тамошнею мельницею. Капитан Фигнер всё сие вместе с мельницею предал огню, равно как и множество ржи и фуража в окрестных деревнях, куда фуражиры из неприятельской армии, невзирая на голод, в оной свирепствующий, допускаемы не были.
Отсутствие нормального снабжения и падение дисциплины в войсках делали невозможной зимовку Наполеона в Москве. Поход на Санкт-Петербург был отвергнут из-за приближающейся зимы, русской армии в тылу французов и массового падежа лошадей. Предложения Наполеона о мире русский император проигнорировал. Оставался один выход — отступать к базам снабжения в Смоленске.
Наполеон решил отходить на Смоленск через Калугу, где рассчитывал захватить крупные склады продовольствия и фуража, намереваясь в дальнейшем удержаться на рубеже рек Западная Двина и Днепр, чтобы оттуда начать новый поход в 1813 году. Наполеоновская армия выступила из Москвы 19 октября.
Южный маршрут Наполеона на Смоленск через Калугу преграждала русская армия, стоявшая под селом Тарутино. Кутузов расположил войска именно в этом месте, чтобы, согласно Клаузевицу, создавать постоянную угрозу французам с фланга и тем самым блокировать их дальнейшее продвижение. Стратегический замысел русского фельдмаршала заключался в том, чтобы заставить Наполеона отступать по враждебной территории, истребляя войско врага не столько боями, сколько лишением его снабжения.

### Действия перед сражением

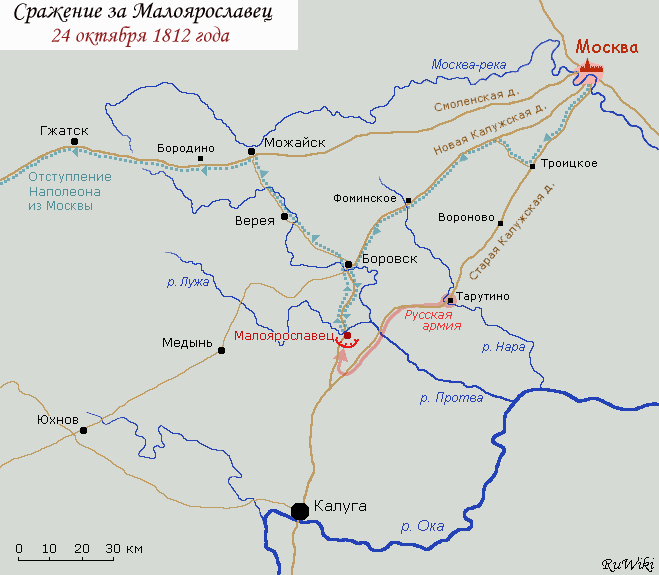
Отступление Наполеона из Москвы. Сражение за Малоярославец.

Наполеон вышел из Москвы по старой Калужской дороге, однако 20 октября приказал свернуть на новую Калужскую дорогу (близко к трассе современного Киевского шоссе) в районе села Троицкое (современный Троицк), не желая прорываться с ослабленной армией через укреплённые позиции русских в районе села Тарутино по старой Калужской дороге.
21 октября передовые части авангарда Евгения Богарне прибыли в село Фоминское (ныне Наро-Фоминск) на новой Калужской дороге; в Москве ещё оставались французские подразделения.
Сеславин и Фигнер предложили командованию атаковать село Фоминское и попросили подкреплений. Силы противника они насчитали около 8 тысяч человек, которые были раскиданы на большом пространстве.
Кутузов, не зная о местонахождении основной армии Наполеона, поручил атаку на Фоминское Дохтурову с его 6-м пехотным корпусом, дав в придачу 1-й кавалерийский корпус генерал-адъютанта Меллер-Закомельского. Сеславину и Фигнеру было поручено наблюдать за неприятелем.
Неожиданно Сеславин обнаружил движение большого количества войск французов, лично наблюдал Наполеона и его свиту. Немедленно Сеславин доложил Дохтурову, который уже приготовился было атаковать Фоминское на рассвете 23 октября. Это сообщение спасло корпус Дохтурова.
Установив, что главные силы Наполеона от Фоминского идут на Малоярославец, Дохтуров поспешил к Малоярославцу, чтобы перекрыть путь на Калугу через новую Калужскую дорогу. Наполеон, увидев на рассвете крупные русские соединения, ошибочно решил, что Кутузов с основной армией даёт здесь сражение и приостановил движение авангарда Богарне на Малоярославец, ограничившись отправкой вперед только 13-й дивизии Дельзона.

## Ход сражения

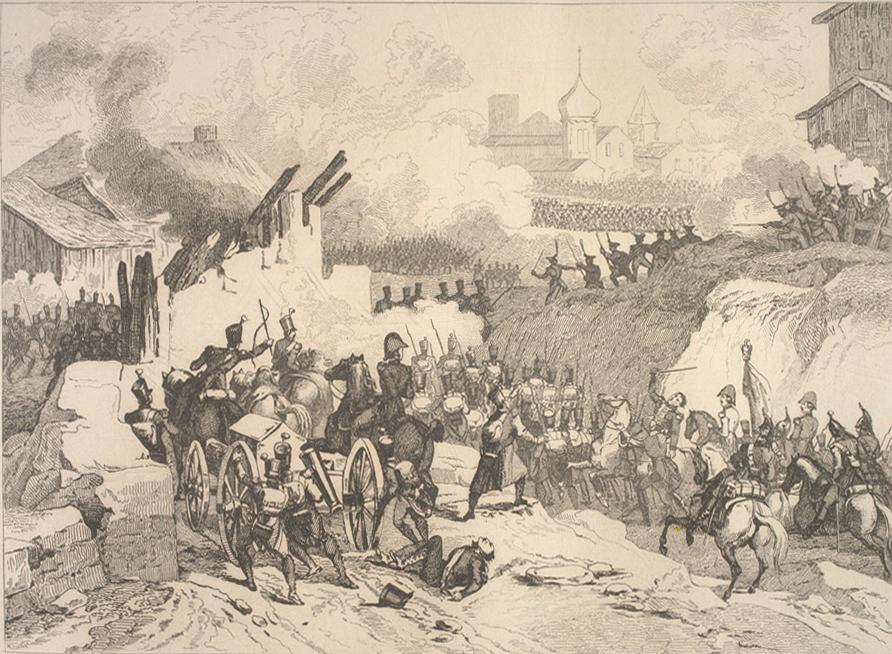
Сражение в Малоярославце. Атака французов. Рисунок XIX в.

Малоярославец представлял в то время маленький городок с населением в 1500 жителей.
Ввиду подхода неприятеля, по указу городничего Малоярославца П. И. Быкова был разобран мост через реку Лужу. Легенда о подвиге повытчика местного суда С. В. Беляева, якобы разрушившего плотину, в результате чего вода смыла французские понтоны, на данный момент не находит документального подтверждения. Солдаты Дельзона, по плотине войдя в город, навели понтонный мост рядом с разрушенным. 2 батальона 13-й пехотной дивизии Дельзона остались в городе. Наполеон с основными силами ночевал в Боровске.
Главные силы русской армии вечером 23 октября выступили из Тарутинского лагеря, чтобы перекрыть новую Калужскую дорогу. К Дохтурову были посланы казачьи полки, а 24 октября Кутузов направил на помощь Дохтурову 7-й пехотный корпус генерала Н. Н. Раевского. Общее командование было поручено генералу Тормасову.
Утром 24 октября Дохтуров приблизился к городу и, зная о немногочисленности противника, отправил в 5 часов утра в атаку 33-й егерский полк полковника А. И. Бистрома 2-го. Егерям (примерно 1000 солдат) удалось выбить французов (500—600 солдат) на окраину города. С подходом к 11 часам утра основных сил 4-го корпуса Богарне и самого Наполеона французы вновь овладели Малоярославцем. Лично возглавивший одну из контратак французский дивизионный генерал Дельзон, командир 13-й дивизии, был убит. К полудню в Малоярославце сражались друг против друга 9 тысяч французов (13-я и 14-я дивизии) и 9 тысяч русских.

Реконструкция сражения под Малоярославцем в честь 195-летия события

К 2 часам дня французы ввели в бой 15-ю дивизию, а на помощь Дохтурову подоспел корпус Раевского. Постепенно с обеих сторон подходили новые силы (до 24 тысяч с каждой стороны), и сражение приняло ожесточённый характер. Город представлял ценность как плацдарм на правом берегу реки Лужи. Бой вёлся не за незначительный населённый пункт, но за обладание плацдармом, и, следовательно, возможность для французской армии продолжать движение.
С подходом в 4 часа дня главных сил русских Кутузов занял сильную позицию в 1-3 км южнее Малоярославца на высотах вдоль пути к Калуге.
Город 8 раз переходил из рук в руки и к концу дня остался у французов, артиллерийская перестрелка стихла в темноте к 10 часам вечера. Русские войска окружали город полукольцом, перекрывая из него все пути. Артиллерийские батареи были выдвинуты к городу вдоль дорог.
Малоярославец сгорел почти полностью, на улицах города из-за пожаров погибло много раненых с обеих сторон.

Француз Лабом так описывает город после боя:

Улицы можно было различить только по многочисленным трупам, которыми они были усеяны, на каждом шагу попадались оторванные руки и ноги, валялись раздавленные проезжавшими артиллерийскими орудиями головы. От домов остались лишь только дымящиеся развалины, под горящим пеплом которых виднелись наполовину развалившиеся скелеты.

## События после боя

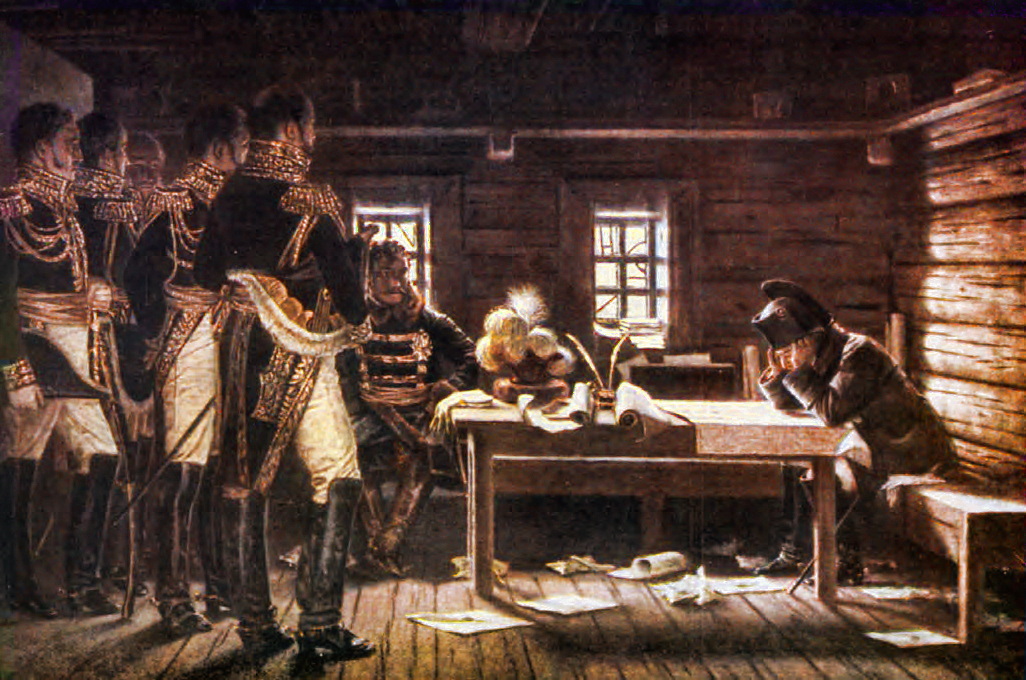
Наполеон на совете после Малоярославца. Худ. В. Верещагин: «В Городне — пробиваться или отступать?»

25 октября (13 октября по старому стилю) обе стороны готовились к продолжению сражения и изучали позиции друг друга. Неожиданно Кутузов приказал отступить от города на 2,5 версты к югу, заняв подготовленную для обороны позицию. С этой позиции удобнее было также контролировать соседнюю дорогу на Медынь, где заметили французские разъезды.
Рано утром несколько полков Платова, посланные накануне вечером через реку Лужу, произвели внезапное нападение на бивачное расположение французов и захватили 11 пушек. Нападение было настолько неожиданным, что Наполеон со своей свитой чуть не попал в плен посреди расположения своего гвардейского корпуса. Наполеона спасли крики «ура!», по которым французские офицеры признали русских и успели загородить императора.
Наполеон открыл в Городне военный совет, на котором маршалы Франции высказывались о плане действий. В ответ на просьбу Мюрата дать ему остатки кавалерии и гвардию, с которыми тот пробьётся в Калугу, Наполеон ответил: «Мы и так довольно совершили для славы. Пришло время думать только о спасении оставшейся армии». Мнения собравшихся маршалов разделились, и тогда Наполеон отложил решение на следующий день.
Тем временем на дороге в Медынь казачьими полками Иловайского был разбит авангард корпуса Понятовского и пленен командовавший им генерал Тышкевич. Путь на запад для армии Наполеона уже не был безопасен. А Кутузов, узнав о движении Понятовского, приказал начать перевод русской армии в ночь на 26 октября к Детчину, опасаясь быть обойденным по дороге Калуга-Медынь.
Малоярославец показал готовность русских к генеральному сражению, и что «без нового Бородина императору в Калугу не пройти». Армия Кутузова к 22 октября в Тарутино насчитывала около 97 тысяч регулярных войск и 20 тысяч казаков с 622 орудиями, сверх того более 10 тысяч ратников ополчения. Под Малоярославцем Кутузов располагал более 90 тыс. солдат и 600 орудий. Наполеон имел в своём распоряжении до 70 тысяч под ружьем, артиллерия в 360 орудий была значительно слабее русской, боезапаса хватало на одно большое сражение. Великая армия ещё была боеспособна и сопоставима с русской по численности, однако атаковать укреплённую позицию превосходящего силами противника без достаточной артиллерии и с конницей, значительно ослабленной из-за недостатка фуража, было бы самоубийственно.
26 октября Наполеон приказал отступать на Боровск-Верею-Можайск. Только части корпуса Даву, превратившиеся в арьергард, продолжали преследовать по Новой Калужской дороге войска Милорадовича, прикрывавшие отступление русской армии от Малоярославца. Получив сведения об отходе основной массы наполеоновской армии, Милорадович остановил движение вверенных ему русских войск. После чего они втянулись в артиллерийскую дуэль с силами Даву у деревни Афанасово в 7 км южнее Малоярославца.

В ночь на 27 октября арьергард Великой армии покинул руины города, переправился на северный берег Лужи и присоединился к общему отступлению.
«… и по выходе из оного, случалось, встречали русских из пушек вместо картечи пятаками, награбленными в Москве», — свидетельствовал Г. П. Мешетич.
Бои за Малоярославец оказались для французов напрасными и лишь задержали их отступление. Из Можайска французская армия возобновила движение к Смоленску той дорогой, по которой наступала на Москву.

## Значение сражения под Малоярославцем

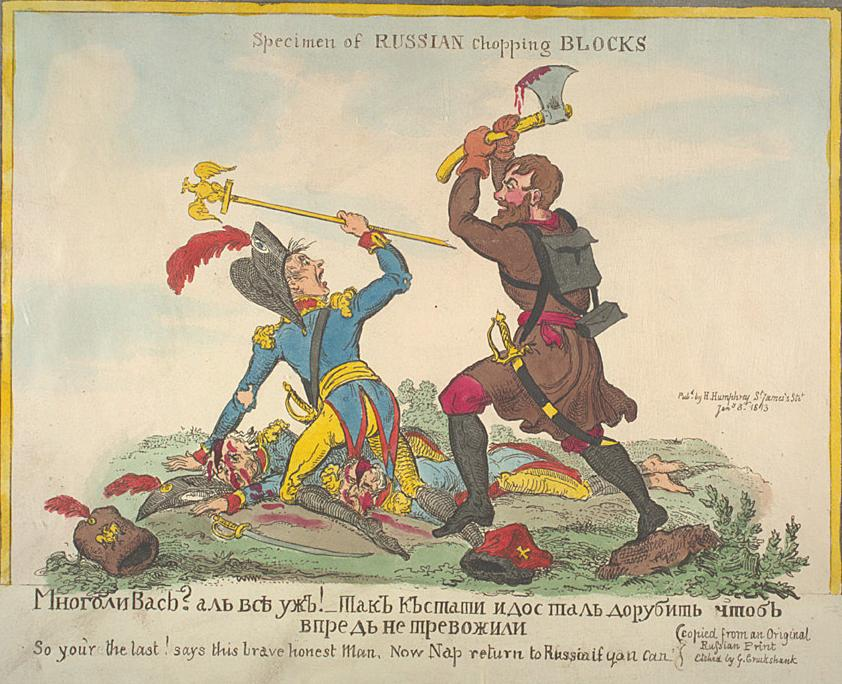
Война русского народа против Наполеона. Британская копия русского лубка, 1813 г.

Потери с французской стороны составили 3500 человек согласно рапорту командира 4-го корпуса Евгения Богарне. Сегюр подтвердил эту цифру, сообщая о 4 тыс. потерь у итальянцев, из которых состоял 4-й корпус. Шамбре, обычно точный в цифрах, сообщил о потерях в 6 тыс. человек.
Кутузов в рапорте указал число русских потерь в 3 тысячи человек, однако в сводной ведомости потерь 1-й армии указаны 6665 человек (1282 убитых, 3130 раненых, остальные пропали без вести). Многие из пропавших без вести сгорели в городе. Известно, что большие потери понесли ополченцы, которые, однако, не учитывались нигде. Потери с русской стороны составили не менее 7 тысяч человек. Количество пленных было незначительным с обеих сторон.
Сражение под Малоярославцем (вернее, манёвры Кутузова) явилось крупной стратегической победой русской армии, которая завладела инициативой, не допустила выхода противника в южные губернии и без большой битвы вынудила его к отступлению по разорённой Смоленской дороге, что имело для французской армии фатальные последствия из-за острых проблем со снабжением.
Стотысячная армия французов потеряла в сражении относительно немного людей, однако марш Москва-Смоленск начал верно истреблять «Великую Армию». Дело было ещё до морозов, голод стал главным врагом французов, так как выходившие из Москвы войска вследствие недостатка конной тяги (которая требовалась ещё для вывоза больных и трофеев) взяли с собой провиант только на 15 дней. Большая часть кавалерии спешилась, орудия бросали. Конская падаль стала лакомым блюдом солдат, отмечались даже случаи людоедства.
После Смоленска и Красного планомерное отступление французской армии превратилось в губительное бегство.
В честь победы русских войск под Малоярославцем был назван остров Малый Ярославец [Сноу] в Антарктике (Южные Шетландские острова, 62°45′ ю.ш., 61°20′ з.д., нанесён на карту в 1821 году членами экспедиции Беллинсгаузена—Лазарева, тогда же присвоено название).

## Взгляды на сражение под Малоярославцем
Чтобы осмыслить историческое значение сражения под Малоярославцем, следует вернуться назад к тому времени, когда Наполеон планировал отступление из Москвы. После вступления в Москву Наполеон ждал мира. Русские в это время совершили знаменитый фланговый манёвр с Рязанской дороги к Тарутино. В это время в Москве начался пожар, и армия Наполеона стала постепенно разлагаться. На все попытки мира Александр I не отвечал и поэтому Наполеон, видя, что он попал в ловушку, начал разрабатывать новый план продолжения кампании. Существует несколько точек зрения на этот счёт.
По первой, самой популярной, версии план Наполеона состоял в том, что французские войска должны были захватить Калугу, а затем, пополнив там запасы, двинуться к Смоленску на зимние квартиры. Эту версию поддерживали М. И. Богданович, Д. П. Бутурлин, Е. В. Тарле, Л. Г. Бескровный, П. А. Жилин, Н. А. Троицкий. Если согласиться с этой версией, то сражение под Малоярославцем считается ключевым, так как удалось задержать войска Наполеона до подхода основных сил Кутузова. Поэтому, несмотря на то, что Малоярославец был оставлен русскими войсками, Кутузов закрыл дорогу к Калуге и к запасам, вынуждая Наполеона двигаться по Старой Смоленской дороге.
Вторая точка зрения — это «украинская версия», высказываемая Б. С. Абалихиным и поддержанная В. Г. Сироткиным. По этой версии Наполеон пытался пробиться через Калугу в юго-западные губернии и этим движением сохранить престиж, превратив, по сути, отступление во фланговый марш. Затем Наполеон, пополнившись фуражом и подкреплениями из Австрии и Франции, планировал провести кампанию 1813 года и окончательно уничтожить русскую армию. Абалихин ссылается на слова Наполеона, сказанные им на острове Святой Елены, вкладывая в его уста следующее: «Я хотел двинуться из Москвы в Петербург или же вернуться по юго-западному пути, я никогда не думал выбирать для этой цели дороги на Смоленск или Вильно». В то же время Н. А. Троицкий приводит в своей монографии воспоминания Монтелона, которому, будучи на острове Святой Елены, Наполеон говорил о том, что, покидая Москву, он шел на Смоленск. Но если взять за основу версию Абалихина, то значение сражения под Малоярославцем становится ещё больше. Тогда в бою за Малоярославец русская армия решила не тактическую задачу по защите Калуги, а крупную стратегическую задачу: не позволила Наполеону прорваться на юго-запад (нынешнюю Украину) и получить громадные подкрепления..
Третья точка зрения о плане Наполеона принадлежит Б. А. Никулищеву, который ссылается на письма генерала Л. Беннигсена. Генерал отмечал, что поход к Малоярославцу был демонстративный. Наполеон ставил своей задачей не прорыв к Калуге или далее на юго-запад, а отдаление русских войск, которые заняли бы оборонительную позицию на Калужской дороге, а в это время французы продолжили отступление к Смоленску. Если поддержать предположение Никулищева, то Малоярославец следует считать победой Наполеона, так как он сумел обмануть Кутузова и русские действительно отстали от отступающих французов. Наполеон выиграл время и сократил путь к Смоленску, но поскольку французский император переоценил возможности своей армии (она уже не могла быстро передвигаться), то был настигнут русской армией у Вязьмы.
Рассмотрев три главные точки зрения и различные значения можно увидеть, что, в любом случае, сражение имело важное значение в Отечественной войне. Сегодня большинство историков придерживаются «смоленского варианта».